# Lesoto nos Jogos Olímpicos de Verão de 2024
Lesoto participou dos Jogos Olímpicos de Verão de 2024, realizados em Paris, na França. Foi a 13.ª aparição do país nos Jogos Olímpicos de Verão desde a estreia em Munique 1972.
Foi representado por três atletas que competiram no atletismo e taekwondo, mas nenhum conquistou medalhas.

## Competidores
Esta foi a participação por modalidade nesta edição:
| Esporte   | Masculino | Feminino | Total |
| --------- | --------- | -------- | ----- |
| Atletismo | 1         | 1        | 2     |
| Taekwondo | 0         | 1        | 1     |
| Total     | 1         | 2        | 3     |

## Desempenho

### Atletismo
Masculino
Eventos de pista
| Atleta               | Evento   | Final   | Final | Ref.  |
| Atleta               | Evento   | Tempo   | Pos.  | Ref.  |
| -------------------- | -------- | ------- | ----- | ----- |
| Tebello Ramakongoana | Maratona | 2:07:58 | 7     | [ 5 ] |

Feminino
Eventos de pista
| Atleta                       | Evento   | Final   | Final | Ref.  |
| Atleta                       | Evento   | Tempo   | Pos.  | Ref.  |
| ---------------------------- | -------- | ------- | ----- | ----- |
| Mokulubete Blandina Makatisi | Maratona | 2:30:20 | 31    | [ 6 ] |

### Taekwondo
Feminino
| Atleta       | Evento    | Preliminar           | Oitavas                | Quartas              | Semifinais           | Repescagem           | Final / DB           | Final / DB  | Ref.  |
| Atleta       | Evento    | Adversário Resultado | Adversário Resultado   | Adversário Resultado | Adversário Resultado | Adversário Resultado | Adversário Resultado | Pos.        | Ref.  |
| ------------ | --------- | -------------------- | ---------------------- | -------------------- | -------------------- | -------------------- | -------------------- | ----------- | ----- |
| Michelle Tau | Até 49 kg | Bye                  | IRI M Nematzadeh D 0–2 | Não avançou          | Não avançou          | Não avançou          | Não avançou          | Não avançou | [ 7 ] |